# 1-2-3-4 Go! Records
1-2-3-4 Go! Records es un sello discográfico estadounidense y tienda minorista, especializada en música punk rock y indie rock, y es exclusivamente distribuido por No Idea Records. El sello fue fundado en agosto de 2001 en Seattle. En diciembre de 2003 el sello se trasladó a Oakland, California en donde permanece hasta la actualidad. En marzo de 2008 el sello abrió una tienda del mismo nombre enfocada en su mayoría en versiones de vinilo de lanzamiento de música punk rock, indie rock, garage rock y una variedad de otros géneros relacionados. La tienda también cuenta con actuaciones en las tiendas y exposiciones de arte mensuales. Frank Portman de The Mr. T Experience ha actuado allí.
Desde la apertura de la tienda al por menor, 1-2-3-4 Go! Records ha ganado cuatro premios de East Bay Express en la categoría "Lo Mejor de the East Bay". En 2009 fue galardonado con el premio "Mejor Grabación Punk" y en 2008 fue galardonado a "Mejor Nuevo Negocio".

## Artistas
- Nobunny
- The Cute Lepers
- The Sandwitches
- The Horde
- The Sainte Catherines
- Off With Their Heads
- Lori McKenna
- Shannon and the Clams